# Universität Incheon

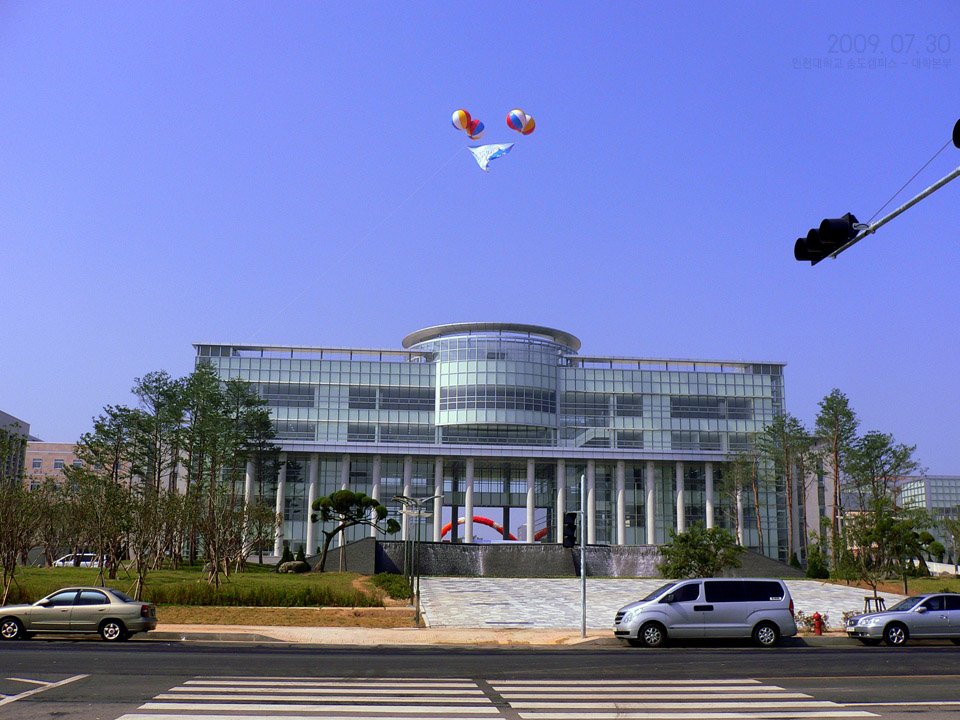
Hauptgebäude (Songdo-Campus in Yeonsu-gu, Incheon)

Die Universität Incheon (INU, „Incheon National University“) ist eine staatliche Universität in der Großstadt Incheon, Südkorea. Der Hauptcampus liegt in New Songdo City.

## Geschichte
Die Universität wurde im Januar 1979 als private Technische Hochschule Incheon gegründet. Im Dezember 1979 wurde sie in Hochschule Incheon umbenannt, die im Oktober 1988 zur Universität Incheon wurde. Im März 1994 wurde sie eine städtisch. Im September 2009 zog sie aus dem Jemulpo-Campus (Nam-gu, Incheon) in den neuen Songdo-Campus um. Am 18. Januar 2013 wurde sie eine staatliche Universität.

## Colleges (Fakultäten)
- College für Geisteswissenschaften
- College für Naturwissenschaften
- College für Sozialwissenschaften
- College für Rechtswissenschaften
- College für Ingenieurwissenschaften
- College für Informatik
- College für Wirtschaftswissenschaften
- College für Wirtschafts- und Handelswissenschaften Nordostasien
- College für Kunst und Sport

## Graduate Schools
- Graduate School
- Special Graduate Schools
  - Graduate School of Education
  - Graduate School of Public Administration
  - Graduate School of Information and Telecommunications
  - Graduate School of Business
  - Graduate School of Industry
  - Graduate School of Logistics